# 河瀨詩
河瀨詩 （日语：河瀬 詩，2月27日—）是居住在日本的女性聲優和偶像，是數位聲優偶像團體22/7的成員。

## 簡歷
- 2019年
  - 12月24日 - 在 22/7 三周年紀念 Live 「Birthday Event 2019」時，以接替花川芽衣饰演齋藤妮可露的形式加入 22/7[2]。
- 2020年
  - 3月27日 - 作為齋藤妮可露的聲優於「22/7計算中」第二季出演。

## 人物
昵称是「詩酱（うたちゃん）」。有一个哥哥和一个弟弟。興趣是是單人卡拉OK和软式网球。專長式是打鼓和平衡球 。
除了喜歡偶像外，在HoneyWorks的朗讀劇活動中被打动，因此對成為聲優產生了憧憬。 

## 演出作品

### 电视动画
- 22/7 (2020年，齋藤妮可露[5] )

### 电视节目
- 22/7 計算中 第二季（2020年4月4日—2021年1月1日）— 饰演 齋藤妮可露
- 22/7 檢算中（2021年1月9日—3月27日）— 河瀨詩
- 22/7 計算中 第3季（2021年4月3日—）—饰演 齋藤妮可露
- 連接世界的神秘教室（2021年4月19日， NHK教育頻道 ）

### 游戏
- 22/7 音樂的時間 ( 齋藤妮可露 [6] )

### 廣播
- 22/7 除不盡的廣播+（2020 年 7 月 4 日-，超！A&G+)-不定期